# Jorge Liberato Urosa Savino
Jorge Liberato Urosa Savino (1942-2021) là một Hồng y người Venezuela của Giáo hội Công giáo Rôma.Ông hiện là Hồng y đẳng Linh mục Nha thờ Santa Maria ai Monti và ông cũng từng đảm nhận vị trí Tổng giám mục Tổng giáo phận Caracas (2005-2018).

## Tiểu sử
Hồng y Savino sinh ngày 28 tháng 8 năm 1942 tại Caracas, Colombia. Sau quá trình tu học, Phó tế Savino chịu chức linh mục ngày 15 tháng 8 năm 1967, bởi Hồng y chủ sự José Humberto Quintero Parra, Tổng giám mục Tổng giáo phận Caracas, Santiago de Venezuela.
Ngày 3 tháng 7 năm 1982, Tòa Thánh loan tin chọn linh mục Savino làm Giám mục Hiệu tòa Vegesela in Byzacena, chức danh Giám mục Phụ tá Tổng giáo phận Caracas. Lễ tấn phong cho vị tân chức đã được cử hành sau đó vào ngày 22 tháng 9 cùng năm. Các vị chủ sự nghi thức tấn phong có Tổng giám mục Caracas José Alí Lebrún Moratinos làm chủ phong. Hai vị phụ phong có Tổng giám mục Tổng giáo phận Maracaibo Domingo Roa Pérez và Tổng giám mục Miguel Antonio Salas Salas, C.I.M., Tổng giám mục Tổng giáo phận Mérida. Tân giám mục chọn cho mình khẩu hiệu:Pro mundi vita.
Ngày 16 tháng 3 năm 1990, Tòa Thánh thăng Giám mục Savino làm Tổng giám mục Tổng giáo phận Valencia (Venezuela). Ông nhậm chức sau đó vào ngày 25 tháng 5. Ngày 7 tháng 7 năm 2003, ông kiêm thêm chức vị Giám quản Tông Tòa Tổng giáo phận Caracas. Ngày 19 tháng 9 năm 2005, Tòa Thánh thuyên chuyển ông về Giáo phận nhà, Tổng giáo phận Caracas trên cương vị Tổng giám mục chính tòa. Ông nhận giáo phận ngày 5 tháng 11 cùng năm.
Trong Công nghị Hồng y 2006 cử hành ngày 24 tháng 3, Giáo hoàng Biển Đức XVI vinh thăng Tổng giám mục Savino tước vị Hồng y Nhà thờ Santa Maria ai Monti. Ông đã đến nhận nhà thờ hiệu tòa của mình vào ngày 2 tháng 7 cùng năm.
Ông nhiễm Covid-19 tháng 8 năm 2021 và qua đời không lâu sau đó vào ngày 23 tháng 9 năm 2021.